# タイラー・サラディーノ
タイラー・アーテューロ・サラディーノ（Tyler Artolo Saladino, 1989年7月20日 - ）は、アメリカ合衆国カリフォルニア州サンディエゴ出身のプロ野球選手（内野手）。右投右打。フリーエージェント（FA）。愛称はサリー。

## 経歴

### プロ入り前
パロマー大学在学時の2009年のMLBドラフト36巡目（全体1091位）でヒューストン・アストロズから指名されたが、この時は入団せず。

### プロ入りとホワイトソックス時代

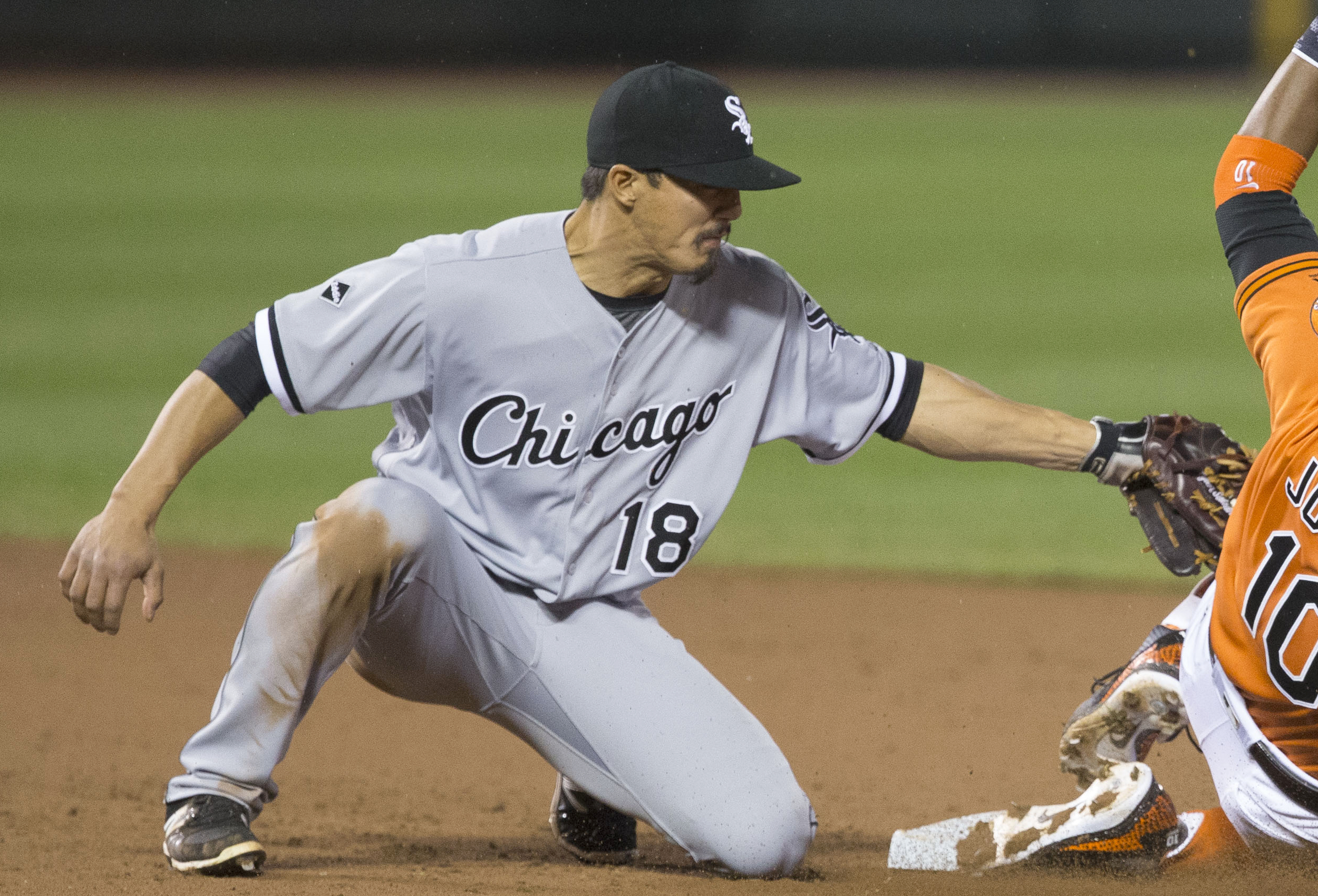
シカゴ・ホワイトソックス時代
(2016年4月30日)

オーラル・ロバーツ大学へ移った2010年のMLBドラフト7巡目（全体218位）でシカゴ・ホワイトソックスから指名され、プロ入り。契約後、傘下のアパラチアンリーグのルーキー級ブリストル・ホワイトソックスでプロデビュー。A級カナポリス・インティミデイターズでもプレーし、2球団合計で60試合に出場して打率.305・3本塁打・24打点・5盗塁の成績を残した。
2011年はA+級ウィンストン・セイラム・ダッシュでプレーし、102試合に出場して打率.270・16本塁打・55打点・7盗塁の成績を残した。オフにはアリゾナ・フォールリーグに参加し、メサ・ソーラーソックスに所属した。
2012年はAA級バーミングハム・バロンズとAAA級シャーロット・ナイツでプレーし、2球団合計で127試合に出場して打率.236・4本塁打・45打点・39盗塁の成績を残した。
2013年はAA級バーミングハムでプレーし、118試合に出場して打率.229・5本塁打・55打点・28盗塁の成績を残した。
2014年はAAA級シャーロットでプレーし、82試合に出場して打率.310・9本塁打・43打点・7盗塁の成績を残した。8月にはトミー・ジョン手術を受けている。オフの11月20日に40人枠入りした。
2015年はAAA級シャーロットで開幕を迎え、7月10日にメジャー初昇格を果たした。同日のシカゴ・カブス戦でメジャーデビュー。この年メジャーでは68試合に出場して打率.225・4本塁打・20打点・8盗塁の成績を残した。
2016年は1年間メジャーに帯同し、93試合に出場して打率.282・8本塁打・38打点・11盗塁の成績を残した。
2017年2月14日、背番号を20に変更した。シーズンでは79試合に出場して打率.178・0本塁打・10打点・5盗塁の成績を残した。

### ブルワーズ時代
2018年4月19日に金銭トレードで、ミルウォーキー・ブルワーズへ移籍した。
2019年オフの12月2日にノンテンダーFAとなった。

### サムスン・ライオンズ時代
2019年12月24日、韓国・KBOリーグのサムスン・ライオンズと契約。登録名は살라디노（サルラディノ）。だが腰の故障が長引き早期の復帰が見込めずサムスンが代役としてダニエル・パルカと契約したため、2020年7月29日、ウェーバー公示された。

## 詳細情報

### 年度別打撃成績
| 年 度    | 球 団    | 試 合 | 打 席 | 打 数 | 得 点 | 安 打 | 二 塁 打 | 三 塁 打 | 本 塁 打 | 塁 打 | 打 点 | 盗 塁 | 盗 塁 死 | 犠 打 | 犠 飛 | 四 球 | 敬 遠 | 死 球 | 三 振 | 併 殺 打 | 打 率 | 出 塁 率 | 長 打 率 | O P S |
| -------- | -------- | ----- | ----- | ----- | ----- | ----- | -------- | -------- | -------- | ----- | ----- | ----- | -------- | ----- | ----- | ----- | ----- | ----- | ----- | -------- | ----- | -------- | -------- | ----- |
| 2015     | CWS      | 68    | 254   | 236   | 33    | 53    | 6        | 4        | 4        | 79    | 20    | 8     | 2        | 3     | 1     | 12    | 0     | 2     | 51    | 9        | .225  | .267     | .335     | .602  |
| 2016     | CWS      | 93    | 319   | 298   | 33    | 84    | 14       | 0        | 8        | 122   | 38    | 11    | 5        | 2     | 3     | 13    | 0     | 3     | 62    | 11       | .282  | .315     | .409     | .725  |
| 2017     | CWS      | 79    | 281   | 253   | 23    | 45    | 9        | 2        | 0        | 58    | 10    | 5     | 4        | 2     | 0     | 23    | 0     | 3     | 67    | 5        | .178  | .254     | .229     | .484  |
| 2018     | CWS      | 6     | 9     | 8     | 2     | 2     | 1        | 0        | 0        | 3     | 0     | 0     | 0        | 1     | 0     | 0     | 0     | 0     | 3     | 0        | .250  | .250     | .375     | .625  |
| 2018     | MIL      | 52    | 130   | 118   | 11    | 29    | 3        | 0        | 5        | 47    | 16    | 2     | 2        | 1     | 1     | 9     | 0     | 1     | 38    | 3        | .246  | .302     | .398     | .701  |
| '18計    | MIL      | 58    | 139   | 126   | 13    | 31    | 4        | 0        | 5        | 50    | 16    | 2     | 2        | 2     | 1     | 9     | 0     | 1     | 41    | 3        | .246  | .299     | .397     | .696  |
| 2019     | MIL      | 28    | 71    | 65    | 7     | 8     | 0        | 0        | 2        | 14    | 8     | 2     | 0        | 0     | 0     | 5     | 0     | 1     | 26    | 1        | .123  | .197     | .215     | .413  |
| MLB：5年 | MLB：5年 | 326   | 1064  | 978   | 109   | 221   | 33       | 6        | 19       | 323   | 92    | 28    | 13       | 9     | 5     | 62    | 0     | 10    | 247   | 29       | .226  | .278     | .330     | .608  |

- 2019年度シーズン終了時

### 背番号
- 18（2015年 - 2016年）
- 20（2017年 - 2018年4月18日）
- 13（2018年5月10日 - 2019年）
- 68（2020年）

## 人物
サラディーノは、日本とフィリピンをルーツに持つ、日系アメリカ人である。